# Mundite
La mundite è un minerale.